# 佐藤喜久雄
佐藤 喜久雄（さとう きくお、1917年10月19日 - 1936年7月29日）は、東京府出身のプロ野球選手（左翼手）。

## 来歴・人物
慶應義塾商工学校（旧制）から川崎コロムビアへ入社し、強肩快足の左翼手として名を馳せた。
1936年の東京セネタース結成に参加すると、佐藤は引き続き左翼手として、打順も5番から7番の中軸打者としてプレーした。しかし、同年7月18日に行われた連盟結成記念全日本野球選手権の名古屋大会準優勝戦（対大阪タイガース戦、山本球場）の試合途中（1打数0安打1三振1失策）に日射病で突然倒れ、肺炎と脳病などを併発したのち、11日後の同年7月29日に死去した。18歳没。佐藤は日本プロ野球（職業野球）発足後、公式戦に出場した選手で初の死者となった。
この大会では、他にも佐藤と同じく日射病で倒れる選手が続出した。大阪の選手だった松木謙治郎は自著の中で「過去、ユニフォーム生活は30年以上になるが、この大会ほど暑さの酷かったことは経験がない。多くの選手は日射病のためか、ガタガタ震えて鳥肌が立つ状態だった」「名古屋軍の岩田内野手など、この期間中、日射病に倒れ、病院にかつぎ込まれるほどの猛暑だった」と記しており、実際に当日の名古屋の最高気温は37.0℃だった。そのような酷暑の中で、佐藤は日射病の犠牲者となってしまった。

## 詳細情報

### 年度別打撃成績
| 年 度     | 球 団          | 試 合 | 打 席 | 打 数 | 得 点 | 安 打 | 二 塁 打 | 三 塁 打 | 本 塁 打 | 塁 打 | 打 点 | 盗 塁 | 盗 塁 死 | 犠 打 | 犠 飛 | 四 球 | 敬 遠 | 死 球 | 三 振 | 併 殺 打 | 打 率 | 出 塁 率 | 長 打 率 | O P S |
| --------- | -------------- | ----- | ----- | ----- | ----- | ----- | -------- | -------- | -------- | ----- | ----- | ----- | -------- | ----- | ----- | ----- | ----- | ----- | ----- | -------- | ----- | -------- | -------- | ----- |
| 1936春夏  | 東京セネタース | 18    | 71    | 61    | 8     | 13    | 1        | 1        | 0        | 16    | 6     | 1     | --       | 1     | --    | 8     | --    | 1     | 8     | --       | .213  | .314     | .262     | .576  |
| 通算：1年 | 通算：1年      | 18    | 71    | 61    | 8     | 13    | 1        | 1        | 0        | 16    | 6     | 1     | --       | 1     | --    | 8     | --    | 1     | 8     | --       | .213  | .314     | .262     | .576  |

### 背番号
- 16 （1936年春夏）